# Herta Däubler-Gmelin

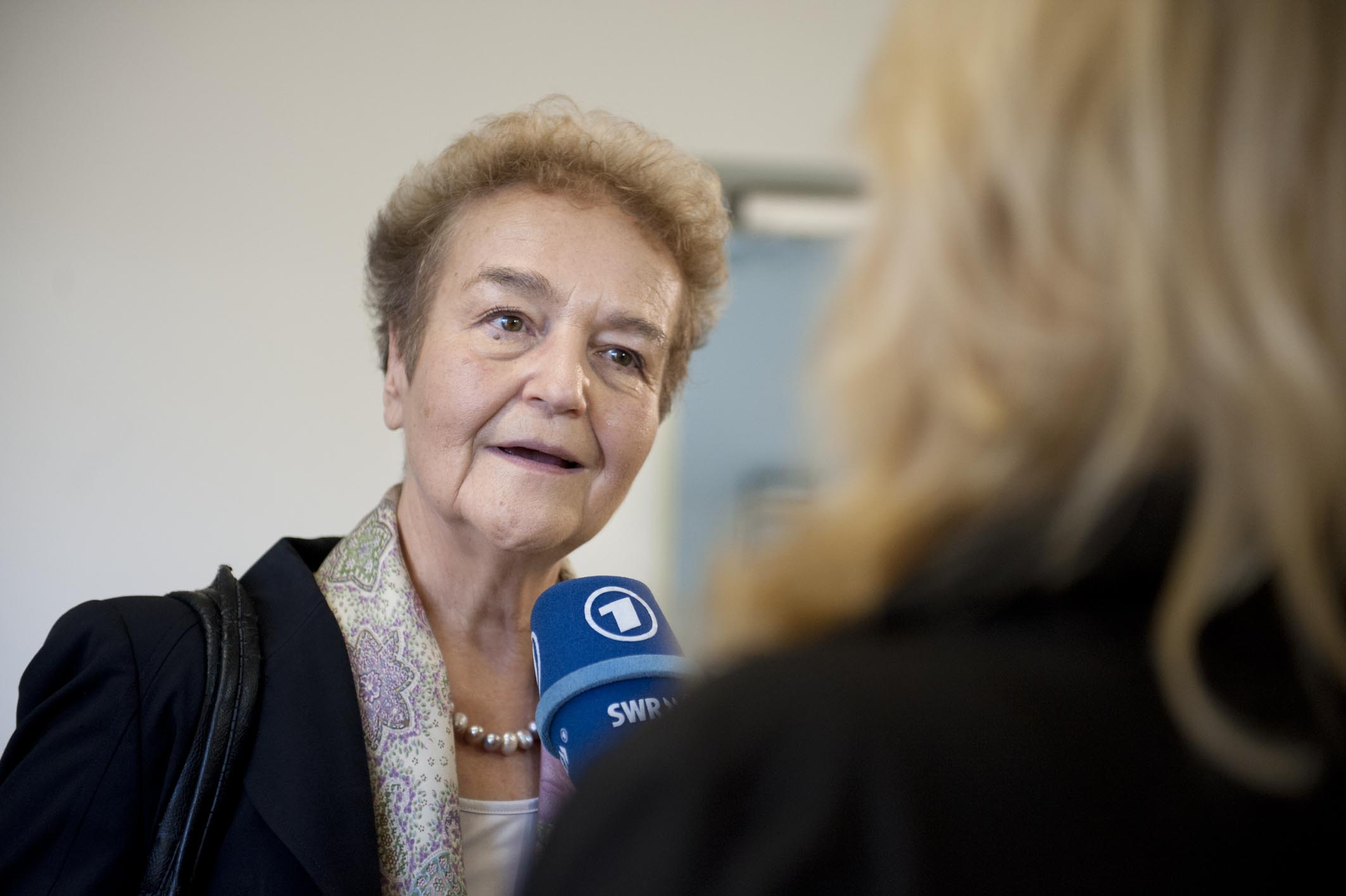
Herta Däubler-Gmelin (2012)

Herta Däubler-Gmelin, geborene Gmelin ['ɡmeːliːn] (* 12. August 1943 in Bratislava, Slowakischer Staat) ist eine deutsche Juristin und Politikerin (SPD). Sie war von 1998 bis 2002 Bundesministerin der Justiz und gehörte von 1972 bis 2009 dem Deutschen Bundestag an.

## Leben und Beruf
Herta Däubler-Gmelin ist die Tochter von  Helge Gmelin, der Tochter des Tübinger Buchhändlers und ehemaligen Marineoffiziers Richard Jordan, und des Diplomaten, SA- und NSDAP-Mitglieds und Tübinger Oberbürgermeisters Hans Gmelin. Seit 1969 ist sie mit dem Arbeitsrechtler Wolfgang Däubler verheiratet. Sie haben zwei Kinder (Monika und Wolf-Peter) und leben in Dußlingen.
Nach dem Abitur am Wildermuth-Gymnasium in Tübingen absolvierte Herta Däubler-Gmelin ein Studium der Geschichte, Rechtswissenschaft und Politikwissenschaften in Tübingen und Berlin. Von 1968 bis 1972 war sie Gerichtsreferendarin. Nach den juristischen Staatsexamina (1969 und 1974) und einer arbeitsrechtlichen Dissertation zum Thema Bildungsurlaub für Arbeitnehmer: ein Weg zur Verwirklichung des Grundrechts auf Bildung? und der 1975 erfolgten Promotion zum Dr. jur. an der Universität Bremen, wo ihr Mann bereits seit 1971 als Hochschullehrer für Arbeitsrecht fungierte, war sie als Rechtsanwältin, zuerst in Stuttgart, danach in Berlin, tätig. Sie veröffentlichte diverse arbeitsrechtliche und wirtschaftsrechtliche Schriften. 1995 wurde sie zur Honorar-Professorin ernannt und hatte Lehraufträge am Otto-Suhr-Institut der Freien Universität Berlin sowie am Zentrum für Deutschlandstudien (ZDS) an der Peking-Universität. Im akademischen Jahr 2011/12 war sie Gastprofessorin am Lehrstuhl für Systematische Theologie der RWTH Aachen.

## Partei

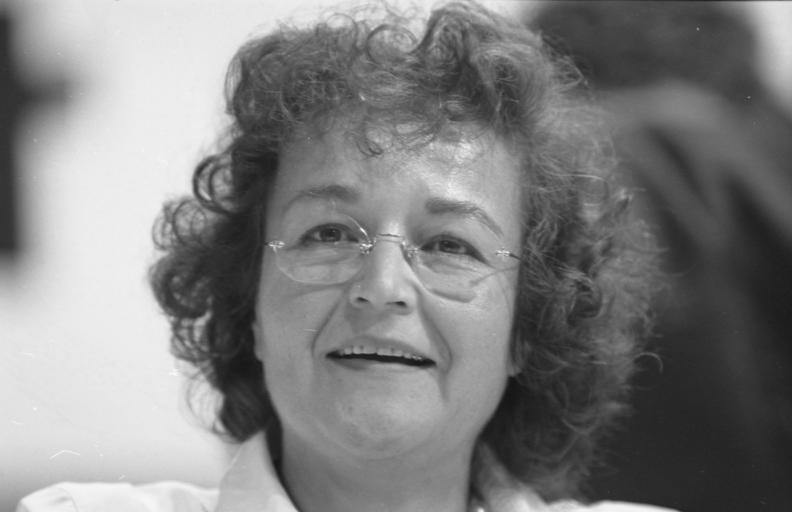
Däubler-Gmelin (SPD-Parteitag 1988)

Däubler-Gmelin ist seit 1965 Mitglied der SPD, bei der sie von 1988 bis 1997 stellvertretende Bundesvorsitzende war. 1971 wurde sie Vorsitzende der Arbeitsgemeinschaft sozialdemokratischer Frauen Baden-Württemberg. Von 1978 bis 2005 war sie Mitglied im Bundesvorstand. Sie war außerdem Schirmherrin des Virtuellen Ortsvereins (VOV).

## Abgeordnete
Von 1972 bis 2009 war sie Mitglied des Deutschen Bundestages, wo sie von 1980 bis 1982 Vorsitzende des Rechtsausschusses und von 1983 bis 1993 stellvertretende Vorsitzende der SPD-Bundestagsfraktion war. Von 1994 bis 1998 war sie Sprecherin der Arbeitsgruppe Rechtspolitik und Justiziarin der SPD-Fraktion.
Von 2002 bis 2005 war sie Vorsitzende des Ausschusses für Verbraucherschutz, Ernährung und Landwirtschaft und von 2005 bis 2009 Vorsitzende des Ausschusses für Menschenrechte und humanitäre Hilfe.
Von 2008 bis 2009 war sie Vorsitzende des Rechtsausschusses der Parlamentarischen Versammlung im Europarat.
Herta Däubler-Gmelin zog 1998 als direkt gewählte Abgeordnete des Wahlkreises Tübingen und sonst stets über die Landesliste Baden-Württemberg in den Bundestag ein. Sie kandidierte 2009 nicht mehr und schied mit Ablauf der 16. Wahlperiode des Deutschen Bundestages am 27. Oktober 2009 aus dem Parlament aus.

## Öffentliche Ämter
Ihre Kandidatur für das Amt der Vizepräsidentin des Bundesverfassungsgerichts, die auf heftigen Widerstand vor allem der CDU/CSU gestoßen war, zog sie Ende 1993 nach parteipolitischen Auseinandersetzungen zurück.
Am 27. Oktober 1998 wurde sie als Bundesministerin der Justiz in die vom damaligen Bundeskanzler Gerhard Schröder geführte Bundesregierung berufen. Während ihrer Amtszeit setzte sie sich für eine grundlegende Novellierung des Bürgerlichen Gesetzbuches im Schuldrecht ein, die schließlich am 1. Januar 2002 in Kraft trat. Bei der Neufassung des Schuldrechts handelt es sich um eine der umfassendsten Reformen des BGB seit dessen Inkrafttreten am 1. Januar 1900. Das Lebenspartnerschaftsgesetz trat 2001 unter Fürsprache von Däubler-Gmelin in Kraft.
Dass Däubler-Gmelin gern zugespitzt formulierte, trug ihr den Spitznamen „Schwertgosch“ ein.
Infolge einer Wahlkampfäußerung – sie sagte, der amerikanische Präsident Bush wolle mit seiner Außenpolitik von innenpolitischen Problemen ablenken, das kenne man „seit Adolf Nazi“ – wurde Däubler-Gmelin nach der Bundestagswahl 2002 und eigener vorangegangener Ankündigung, sich nach der Wahl nicht mehr um ein Ministeramt zu bewerben, bei der Regierungsbildung nicht mehr berücksichtigt. Sie schied am 22. Oktober 2002 aus der Bundesregierung aus.
Im Jahr 2022 übernahm sie den Vorsitz der „Expertenkommission zum Volksentscheid Vergesellschaftung großer Wohnungsunternehmen“, die vom Berliner Senat als Reaktion auf den Volksentscheid der Initiative Deutsche Wohnen & Co. enteignen  eingerichtet wurde. Däubler-Gmelin setzte entgegen dem Einsetzungsbeschluss überwiegend vertrauliche Sitzungen durch, was ihr öffentliche Kritik einbrachte. Sie führte die Kommission trotz eines zwischenzeitlich erfolgten Regierungswechsels bis zum Abschlussbericht, der am 28. Juni 2023 übergeben wurde. Die Kommissionsmehrheit, zu der auch Däubler-Gmelin als stimmberechtigtes Mitglied zählte, erkannte keine verfassungsrechtlichen Hindernisse für eine Vergesellschaftung, auch konnte sie in einer Abwägung zur Verhältnismäßigkeit der Maßnahme keine „milderen Mittel“ zur Erreichung des Ziels einer Versorgung mit bezahlbahrem Wohnraum erkennen.

## Akademische Lehrtätigkeit
Als Honorarprofessorin hat Däubler-Gmelin einen Lehrauftrag am Otto-Suhr-Institut für Politikwissenschaft der Freien Universität Berlin. Sie leitet dort vor allem Veranstaltungen in ihren Interessengebieten Internationale Beziehungen und Menschenrechte. In den vergangenen Semestern hielt sie Hauptseminare zu den Themen Transitional Justice, Responsibility to Protect und Südafrika. Im Wintersemester 2011/2012 hatte Herta Däubler-Gmelin die Hemmerle-Professur des Instituts für katholische Theologie an der RWTH Aachen inne.

## Engagements
1989 gründete sie zusammen mit Peter Becker die deutsche Sektion der International Association of Lawyers against Nuclear Arms (IALANA).
Im SWR-Tatort Bienzle und der heimliche Zeuge aus dem Jahr 2001 hat Herta Däubler-Gmelin einen Gastauftritt, bei dem sie sich selbst als Justizministerin spielt. Eine Gastrolle als Chorleiterin spielte sie bereits 1992 in Ein Mann für jede Tonart.
Däubler-Gmelin ist Schirmherrin des Deutschen Hospiz- und Palliativverbands.
Gemeinsam mit dem Leipziger Staats- und Verwaltungsrechtler Christoph Degenhart kündigte sie in einer Pressekonferenz der Organisation Mehr Demokratie – dessen Kuratoriumsmitglied sie ist – Mitte April 2012 die Vertretung einer Bündnisklage vor dem Verfassungsgericht für den Fall an, dass es kein Referendum über den Europäischen Stabilitätsmechanismus (ESM) und den Europäischen Fiskalpakt für eine straffere Haushaltsdisziplin in 25 der 27 EU-Staaten geben sollte. Am 29. Juni wurde von dem Bündnis „Europa braucht mehr Demokratie“ ihre gemeinsam mit Degenhart erstellte Klageschrift eingereicht.
Zusätzlich engagiert sie sich für die deutsche und europäische Juristenausbildung und Völkerverständigung im Beirat von ELSA-Deutschland e. V.
Seit 24. Oktober 2014 ist sie Ehrenpräsidentin des Bundesverbandes ehrenamtlicher Richterinnen und Richter e. V.
Sie ist Kuratoriumsmitglied der Carlo-Schmid-Stiftung und Mitglied von Zonta International.

## Auszeichnungen
- 1990: Wilhelm-Dröscher-Preis
- 2014: Heckerhut[28]

## Kabinett
- Kabinett Schröder I